# Into the Arms of Strangers: Stories of the Kindertransport
Into the Arms of Strangers: Stories of the Kindertransport es una película documental de 2000, dirigida por Mark Jonathan Harris y narrada por Judi Dench, que cuenta la historia de la operación kindertransport, que salvó la vida de unos 10.000 niños judíos del régimen del III Reich, enviándolos a Inglaterra donde fueron adoptados por familias británicas. 

## Sinopsis
Los hechos se sitúan entre 1938 y 1939, los nueve meses previos al inicio de la II Guerra Mundial. Cerca de 10.000 niños, en su mayoría judíos, fueron enviados desde diversos países, como Alemania, Austria y Checoslovaquia, hacia Inglaterra, y fueron hospedados en centros y casas en el Reino Unido. Tuvieron que abandonar a sus familias y sus hogares para emprender el viaje que les salvaría de la muerte. 
El documental se basa en su mayoría en entrevistas en las que las personas salvadas a través del kindertransport (actualmente, con más de 60 años de edad), además de algunos rescatadores, recuerdan sus experiencias. 
Este documental ganó del Oscar. El director Mark Jonathan Harris ya había ganado otro Oscar al mejor documental unos años antes con The Long Way Home (1997), que trataba sobre los judíos europeos desde el final de la II Guerra Mundial hasta la creación del estado de Israel en 1948. 